# Ivan Litvinovitj
Ivan Litvinovich (født 26. juni 2001) er en hviderussisk trampolinist.
Han repræsenterede Hviderusland ved sommer-OL 2020 i Tokyo, hvor han tog guld.